# Oláh Zoltán (táncművész)
Oláh Zoltán (Budapest, 1982. január 30. –)  Kossuth-díjas magyar táncművész, balettművész, a Halhatatlanok Társulatának örökös tagja. 2001 óta a Magyar Nemzeti Balett tagja, első magántáncosa, 2002 óta címzetes szólista, 2005 óta magántáncos, 2007 óta a Társulat első magántáncosa. 2020 őszétől a Magyar Táncművészeti Egyetem állandó aktív balettmestere, 2023 óta egyetemi tanár.
1. ↑  PIM-névtér. (Hozzáférés: 2022. június 27.)
2. ↑  Országos Színháztörténeti Múzeum és Intézet. Országos Színháztörténeti Múzeum és Intézet
3. ↑  „Átadták a Kossuth-díjakat”, Híradó (Hozzáférés: 2018. április 4.) (hu-HU nyelvű)
4. ↑  Riport a  kultura.hu-n. (Hozzáférés: 2020. július 13.)
5. ↑  Oláh Zoltán egyetemi tanári kinevezése. (Hozzáférés: 2023. december 16.)

## Tanulmányok
1992-2001: Magyar Táncművészeti Főiskola (jelenleg Magyar Táncművészeti Egyetem), Klasszikus Balettművész Szak. Külföldi kurzusokat végzett Németországban, Ausztriában, Nagy-Britanniában, Spanyolországban és az Amerikai Egyesült Államokban.
Balettmesterei: Gál Jenő, Simon Mottram, Dózsa Imre.

### Versenyek
- 1998. II. Országos Balett Verseny, Pécs, 2. helyezés
- 1999. III. Nemzetközi   Balett Verseny, Bécs: 2. helyezés

## Díjak és elismerések
- Harangozó Gyula-díj (2006)
- Oláh Gusztáv-plakett (2006)
- Gundel művészeti díj (2008)
- Magyar Balett- és Kortárstánc-művészetért Díj (2008)[1]
- Junior Prima díj (2008)[2]
- EuroPAS Magyar Táncdíj (2010)[3]
- A Magyar Nemzeti Balett Étoile-ja (2012)[4]
- Az évad legjobb férfi táncművésze-díj (2014)[5]
- A Magyar Nemzeti Balett Étoile-ja (2014)[6]
- A „NAGY” alakításért-díj (2017)[7]
- Kossuth-díj (2018)[8]
- Örökös tag a Halhatatlanok Társulatában (2020)

## Legkiemelkedőbb szerepei
- Bournonville-Gielgud- Løvenskiold: A Szilfid (James)
- Lavrovszkij-Adam: Giselle (Albert)
- Eagling–Solymosi–Csajkovszkij: A diótörő (Diótörő herceg)
- Dantzig–van Schayk–Csajkovszkij: A hattyúk tava (Siegfried)
- Vajnonen-Csajkovszkij: A diótörő (Diótörő herceg)
- Petipa-Róna: Csipkerózsika (Desiré herceg)
- Petipa-Muchamedov-Minkusz: A bajadér (Solor)
- Ashton-Hérold: A rosszul őrzött lány (Colas)
- Cranko-Csajkovszkij: Anyegin  (Anyegin, Lenszkij)
- MacMillan-Liszt: Mayerling (Rudolf trónörökös)
- Macmillan-Massenet: Manon (Degrieux)
- Harangozó-Delibes: Coppélia (Ferenc)
- Seregi-Prokofjev: Rómeó és Júlia (Rómeó)
- Seregi-Delibes: Sylvia (Amyntas, Orion)
- Seregi-Mendelhson: Szentivánéji álom (Oberon)
- Seregi-Hacsaturján: Spartacus (Crassus)
- Pártay-Csajkovszkij: Anna Karenina (Levin,Vronszkij)
- Pártay-Dvořák: Elfújta a szél (Ashley Wilkes)
- Pártay-Liszt-Wagner-Berlioz: Aranyecset (Munkácsy Mihály)
- Eifman-Rahmanyinov-Muszorgszkij-Wagner: Karamazov testvérek (Alekszej)
- Kylián-Mozart: Petite Mort
- Dawson-Richter: A napfény természete
- Topolánszky-Liszt: Magyar rapszódia[9]

## Halász Glória interjúja
Halász Glória interjújában a művész nyilatkozik a Kossuth-díj elnyerésével járó felelősségről, pályájának szépségéről és nehézségeiről, valamint jövőbeli céljairól. Az érzékenységet, az alázatot és a hitet tartja a legfontosabb pilléreknek ahhoz, hogy valakiből nagy balettművész válhasson, ő maga folyamatosan fejleszti magát, ezért sem gondol életműdíjként a fiatalon megkapott elismerésre.

## Jövőkép
A művészt nagyon érdekli az utánpótlás nevelése, tanítása, támogatása, úgy gondolja, hogy, akinek ilyen sok tapasztalata összegyűlik, annak egy idő után mindezt meg kell osztania, mert csak akkor ér valamit a sok megszerzett tudás, ha azt át tudjuk adni.

## Kulisszatitkok
A művész elmondása szerint meghatározó mesterei, példaképei legalább olyan fontosak voltak pályája során, mint a családja támogató segítsége. Munkája során, főként a fellépések előtt igen lényeges nemcsak a testi, hanem a lelki ráhangolódás, intenzív összpontosítás is, továbbá az egészséges táplálkozás.

## Hit, példaképek és magánélet
Számára meghatározó a keresztény értékrend és nevelés, az őszinte szeretet, amelyek lényeges szerepet töltöttek be korábban és jelenleg is. Pályája során kiemelkedő hatással volt rá Ifj. Nagy Zoltán, Hágai Katalin, Volf Katalin és Popova Aleszja munkássága. Feleségével és két gyermekükkel, Blankával és Bercivel élnek.

## Vendégszereplések
Az egri Gárdonyi Géza Színház Topolánszky Tamás rendező-koreográfus vezette GG Tánc Eger társulatával közösen 2019. március 8-án mutatták be Liszt Ferenc magyar vonatkozású zeneműveit és életrajzát elénk táró Magyar rapszódia című táncfantáziát. A darabban a rapszódia műfajára oly jellemző hangulat-, tempó- és ritmusváltások, magas szárnyalású, szeszélyes, szélsőséges lelkiállapotok, nagy ellentétek, szenvedélyes érzelmek színpadi megjelenítése történik a kortárs tánc eszközeivel: "Egy olyan férfit ismerhetünk meg, aki a muzsika révületében küzd saját démonjával – és a valóságot csupán néhány szenvedélyes pillanatra érzékeli maga körül. Szép mozdulatok, ügyes táncosok, érthető történet egy kortárs táncfantáziában. Kapcsolat színház és balett között, egy út, amellyel megvalósítható a kortárs táncszínház kortalan közönségének kinevelése."
A darab 2020. június 12-én a Szarvasi Vízi Színház X. évadának nyitóelőadása volt.